# Krauses Braut
Krauses Braut ist eine Fernsehkomödie von Bernd Böhlich aus dem Jahr 2011. Es ist die dritte Folge aus der Filmreihe um Polizeihauptmeister Krause mit dem gleichnamigen Schauspieler als Hauptdarsteller.

## Handlung
Dorfpolizist Horst Krause führt gerade eine Geschwindigkeitskontrolle durch, in die ausgerechnet Rudi Weißglut gerät, der Freund von Krauses Schwester Meta, der Krause mit seiner schnoddrigen Art regelmäßig zur Verzweiflung bringt. Weißglut, der in Köln lebt, ist mal wieder im beschaulichen Schönhorst zu Besuch. 
Gleich nach Rudis Ankunft geht es drunter und drüber. Rudi will Meta heiraten und damit nicht genug, Meta will zu Rudi nach Köln ziehen. Natürlich ein Unding für Krause, der noch nie von seinen Schwestern Meta und Elsa getrennt war. Es kommt zum Streit zwischen den Geschwistern, der zur Folge hat, dass Horst und Elsa sogar den traditionellen Gasthof schließen wollen. Krauses letzte Hoffnung ist Fine, die Tochter von Gänsebauer Schlunzke. Sie soll Metas Platz im Gasthof einnehmen, will jedoch gerade jetzt nach ihrem Schulabschluss erst einmal die USA bereisen und gibt Horst und Vater Schlunzke am Flughafen einen Korb.
Nun scheint der Gasthof Krause Geschichte zu sein und Horst beginnt wohl oder übel die Hochzeit zu akzeptieren. Als sich Meta und Rudi gerade das Jawort geben, taucht plötzlich Fine wieder auf, die kalte Füße bekommen hat und nun doch in Schönhorst bleiben will.
Als Meta und Rudi merken, dass sie von einem Schiffsveranstalter, der die Hochzeitsfeier organisieren sollte, um 3000 Euro betrogen wurden und am Anleger an der Havel kein Schiff auftaucht, droht die Hochzeitsfeier ein Fiasko zu werden, doch Horst leitet die ganze Hochzeitsgesellschaft kurzerhand auf seinen Hof um, wo spontan aufgebaut, getrunken, gegessen, gesungen und getanzt wird. Nach einer tollen Feier sind alle glücklich und zufrieden und ein letzter Versuch von Elsa, den Weggang von Schwester Meta zu verhindern, schlägt fehl. Schließlich fahren Taxifahrer Rudi und Meta am nächsten Morgen nach Köln und Fine ersetzt nun Meta im Gasthof Krause.

## Hintergrund
Krauses Braut ist eine Produktion der mafilm GmbH Berlin, die im Auftrag des rbb und der Degeto Film entstand. Der Film wurde am 20. Dezember 2011 im Ersten ausgestrahlt.
Regie führte wie schon bei Krauses Fest und Krauses Kur Bernd Böhlich. Der fiktive Ort Schönhorst heißt in Wirklichkeit Gröben und befindet sich in Brandenburg. Weitere Drehorte waren Caputh am Schwielowsee, Köln und Ihlow (Oberbarnim).

## Kritik
Rainer Tittelbach von tittelbach.tv urteilte über den Film: „In ‚Krauses Braut‘ konzentriert sich das Erzählte noch stärker als bisher auf die Binnenkommunikation der drei Geschwister. Die äußere Handlung, Nebenhandlungen inklusive, halten sich in Grenzen, Gefühle werden umso exzessiver ausgelebt: Überschwang, Enttäuschung, Wehmut, innere Einkehr. […] Die drei sind nachdenklicher, ihre Einsichten existenzieller als in den bisherigen Filmen […] [und diverse] Situationen […] unterfüttern den melancholischen Grundton der drei Hauptfiguren mit trockener Komik.“
Die Kritiker der Fernsehzeitschrift TV Spielfilm zeigten mit dem Daumen nach rechts und meinten: „Nichts gegen rustikale Kalauerkost, aber vieles wirkt hier dann doch etwas krampfhaft um Komik bemüht.“ Fazit: „Etwas platte Posse mit vielen schrägen Typen.“